# Repertorio nazionale dei dati territoriali

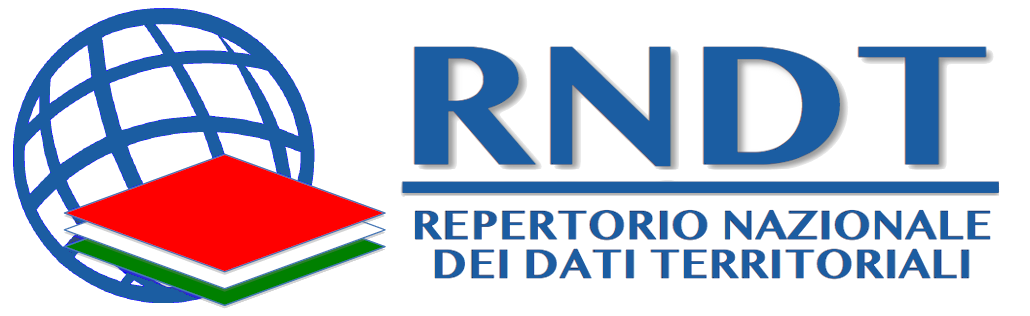
Logo ufficiale del RNDT.

Il Repertorio nazionale dei dati territoriali (RNDT) è il catalogo nazionale dei metadati, riguardanti i dati territoriali (e i servizi ad essi relativi) disponibili presso le pubbliche amministrazioni italiane, implementato come sistema informatico web-based e gestito dall'Agenzia per l'Italia digitale (in precedenza da DigitPA).

## Istituzione
Il RNDT è stato istituito con l'articolo 59 del Codice dell'amministrazione digitale ed è riconosciuto, dal successivo articolo 60, come base di dati di interesse nazionale. Le specifiche tecniche con le quali viene individuato il contenuto del RNDT e le relative modalità di costituzione e aggiornamento sono state definite dal Comitato per le regole tecniche sui dati territoriali delle pubbliche amministrazioni e adottate con il decreto ministeriale del 10 novembre 2011 (G.U. n. 48 del 27 febbraio 2012 – S.O. n. 37), recante "Regole tecniche per la definizione del contenuto del Repertorio nazionale dei dati territoriali, nonché delle modalità di prima costituzione e di aggiornamento dello stesso". In base a tale contesto normativo il RNDT si configura come registro pubblico dei dati territoriali e dei servizi ad essi relativi disponibili presso le pubbliche amministrazioni italiane, certificandone l'esistenza attraverso la pubblicazione dei relativi metadati.

## Standard di riferimento
Il RNDT è stato implementato sulla base degli standard di riferimento in materia di metadati dell'informazione geografica e dei relativi servizi di rete.
- Gli standard internazionali ISO 19115, ISO 19119 e ISO/TS 19139, prodotti dal Technical Committe ISO/TC211.
- Le regole tecniche previste dal regolamento europeo (CE) n. 1205/2008, recante attuazione della direttiva INSPIRE per quanto riguarda i metadati e le relative linee guida di attuazione (INSPIRE Metadata Implementing Rules: Technical Guidelines based on EN ISO 19115 and EN ISO 19119).
- Le regole tecniche previste dal regolamento europeo (CE) n. 976/2009, recante attuazione della direttiva INSPIRE per quanto riguarda i servizi di rete e le prescrizioni della guida tecnica INSPIRE "Technical Guidance for the implementation of INSPIRE Discovery Services, v. 3.1".
- Il profilo italiano degli standard ISO rappresentato dal decreto ministeriale del 10 novembre 2011 (G.U. n. 48 del 27 febbraio 2012 – S.O. n. 37).

## Funzioni
Il RNDT è stato istituito con l'obiettivo di facilitare l'individuazione e l'utilizzo dei dati territoriali prodotti e gestiti dalle pubbliche amministrazioni italiane, sia per favorirne la condivisione tra le stesse pubbliche amministrazioni, che per agevolarne la fruizione da parte dei cittadini e delle imprese.
A livello operativo il portale del RNDT assolve a due funzioni principali:
- permette alla amministrazioni pubbliche di inviare al RNDT i metadati che descrivono i dati territoriali e i relativi servizi di cui sono responsabili; l'invio dei metadati può essere effettuato sia in modalità manuale, tramite l'apposita sezione del portale (il cui accesso è riservato alle sole amministrazioni pubbliche), che in modalità semi-automatica, attraverso la funzionalità di harvesting del servizio CSW[4];
- consente la consultazione pubblica dei metadati inviati dalle amministrazioni pubbliche al RNDT, sia attraverso le sezioni del portale riservate alla ricerca accessibile e tramite navigatore geografico, che tramite servizio CSW[5].

## Ruolo nell'infrastruttura INSPIRE
In Italia la direttiva INSPIRE è stata recepita con il decreto legislativo 32/2010 che istituisce e definisce le modalità di realizzazione delle componenti nazionali dell'infrastruttura di dati territoriali della Comunità europea, riconoscendo al RNDT la funzione di catalogo nazionale dei metadati relativi ai set di dati territoriali. In tale contesto il RNDT eroga anche i servizi di ricerca CSW (Catalog Service for the Web), secondo quanto previsto dalla stessa direttiva INSPIRE. Quando sarà operativo il nuovo geoportale INSPIRE, i metadati presenti nel RDNT saranno scaricati tramite il servizio CSW e resi consultabili (insieme a quelli degli altri stati CEE) da un unico entry-point di livello europeo, implementato dal geoportale INSPIRE stesso.

## Riuso
Il portale web del RNDT è stato sviluppato dall'Agenzia per l'Italia digitale utilizzando esclusivamente componenti software e tecnologie open source.
In coerenza con quanto previsto dagli articoli 69 e 70 del CAD in materia di riuso di programmi applicativi, il sistema software che implementa il RNDT può essere riutilizzato gratuitamente da altre pubbliche amministrazioni per la gestione dei propri metadati. A tal proposito è stata inserita, nel Catalogo del riuso gestito dall'Agenzia per l'Italia digitale, la scheda descrittiva relativa al RNDT. Le pubbliche amministrazioni interessate possono richiedere il software utilizzando i riferimenti riportati nella sezione 'Contatti' del portale del RNDT.